# Krystyna Kotełko
Krystyna Kotełko z domu Mrozowska (ur. 7 listopada 1920 w Grodzisku Mazowieckim, zm. 14 listopada 2003) – polska biolog, profesor nauk przyrodniczych.

## Życiorys
W 1947 r. ukończyła studia biologiczne na Uniwersytecie Łódzkim, w 1951 r. obroniła pracę doktorską pt. Klasyfikacja serologiczna paciorkowców hemolizujących wyhodowanych z przypadków płonicy w 1961 r. habilitowała się na podstawie pracy zatytułowanej Chemiczne podstawy swoistości serologicznej antygenów O rodzaju Salmonella. W 1969 r. uzyskała tytuł profesora nauk przyrodniczych, natomiast w 1976 r. tytuł profesora zwyczajnego.
Była pracownikiem naukowym w Zakładzie Mikrobiologii Ogólnej na Wydziale Biologii i Ochrony Środowiska Uniwersytetu Łódzkiego.
Pochowana w Alei Zasłużonych na Cmentarzu Doły w Łodzi.

## Odznaczenia i wyróżnienia
- Nagroda Miasta Łodzi,
- Nagroda Ministra i Sekretarza Naukowego PAN,
- Krzyż Komandorski Orderu Odrodzenia Polski,
- Krzyż Kawalerski Orderu Odrodzenia Polski,
- Nagroda Rektora UŁ,
- Złoty Krzyż Zasługi,
- Medal Komisji Edukacji Narodowej[3].